# Caledopteryx maculata
Caledopteryx maculata là loài chuồn chuồn trong họ Argiolestidae. Loài này được Winstanley & Davies mô tả khoa học đầu tiên năm 1982.